# Prințesa Auguste Maria de Bavaria
Prințesa Auguste de Bavaria (germană Auguste Maria Luise Prinzessin von Bayern; 28 aprilie 1875 – 25 iunie 1964) a fost membră a casei regale Wittelsbach din Bavaria și soția Arhiducelui Joseph August de Austria.

## Naștere și familie
Auguste s-a născut la München, Bavaria, ca al doilea copil al Prințului Leopold al Bavariei și al soției acestuia, Arhiducesa Gisela a Austriei (fiica împăratului Franz Joseph I al Austriei și a împărătesei Elisabeta a Austriei). A avut o soră mai mare, Prințesa Elisabeta Maria de Bavaria, și doi frați mai mici, Prințul Georg de Bavaria și Prințul Konrad de Bavaria.

## Căsătorie și copii

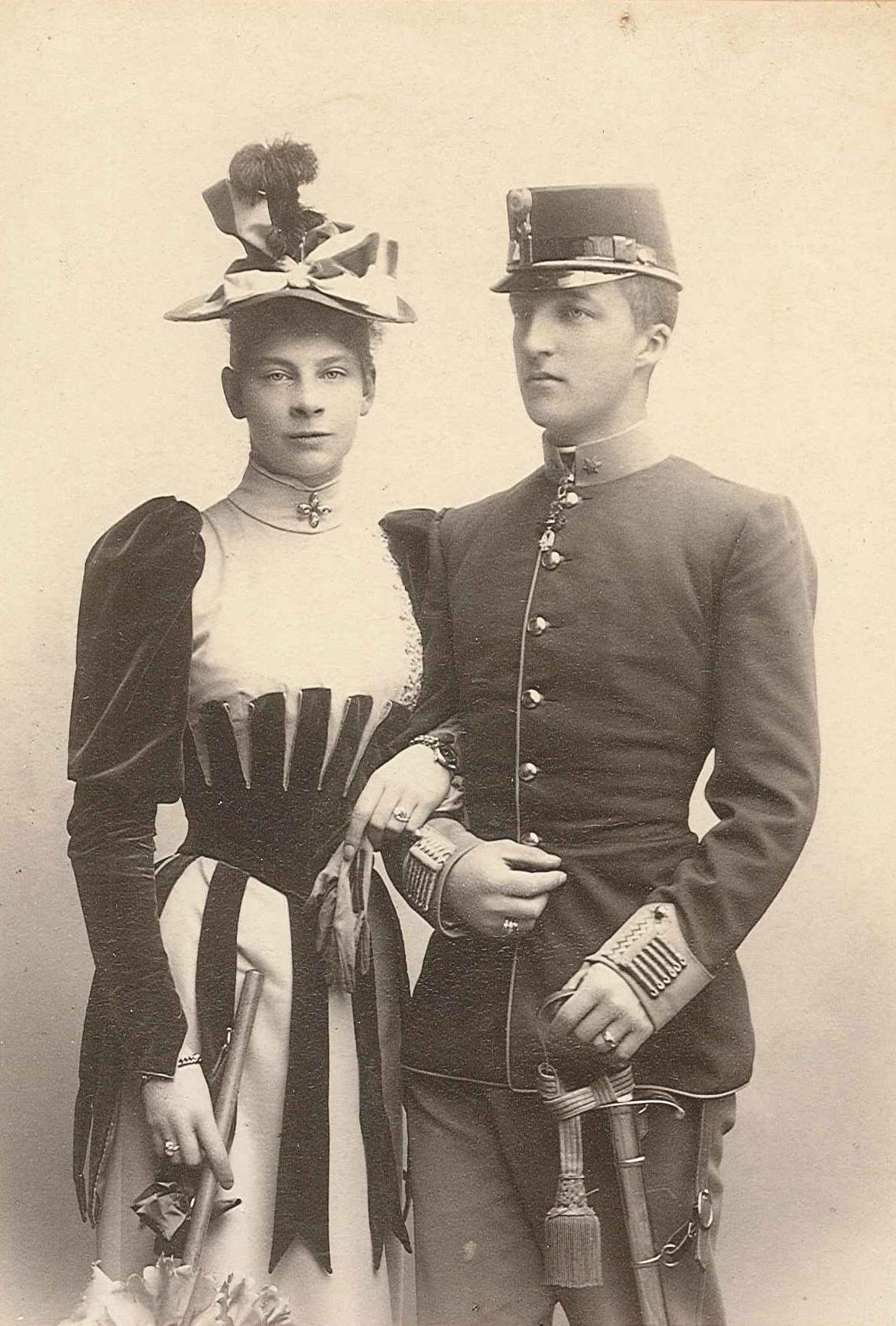
Arhiducele Joseph August și soția lui, Arhiducesa Augusta

La 15 noiembrie 1893, la München, s-a căsătorit cu Arhiducele Joseph August de Austria, fiul cel mare al Arhiducele Joseph Karl și a soției acestuia, Prințesa Clotilde de Saxa-Coburg și Gotha. Toți cei șase copii ai tânărului cuplu s-au născut în timpul vieții străbunicului lor, împăratul Franz Joseph al Austriei.
- Arhiducele Joseph Francis de Austria, n. 28 martie 1895; d. 25 septembrie 1957 (62 de ani)

- Arhiducesa Gisela Auguste Anna Maria, n. 5 iulie 1897; d. 30 martie 1901 (3 ani)

- Arhiducesa Sophie Klementine Elisabeth Klothilde Maria, n. 11 martie 1899; d. 19 aprilie 1978 (79 de ani)

- Arhiducele Ladislaus Luitpold, n. 3 ianuarie 1901; d. 29 august 1946 (45 de ani)

- Arhiducele Matthias Joseph Albrecht Anton Ignatius, n. 26 iunie 1904; d. 7 octombrie 1905 (1 an)

- Arhiducesa Magdalena Maria Raineria, n. 6 septembrie 1909; d. 11 mai 2000 (90 de ani)